# Do Jamīrān
Do Jamīrān (persiska: دوجمبيلان, دو جميلان, دو جمیران, Dojembīlān) är en ort i Iran.   Den ligger i provinsen Hormozgan, i den sydöstra delen av landet, 1 100 km sydost om huvudstaden Teheran. Do Jamīrān ligger 78 meter över havet och antalet invånare är 121.
Terrängen runt Do Jamīrān är varierad. Runt Do Jamīrān är det ganska glesbefolkat, med 25 invånare per kvadratkilometer. Trakten runt Do Jamīrān är ofruktbar med lite eller ingen växtlighet.